# The King (film, 2019)
The King är en amerikansk film från 2019, baserad på pjäserna Henrik IV och Henrik V av William Shakespeare. Den är regisserad  av David Michôd, och hade världspremiär på Filmfestivalen i Venedig den 2 september 2019. Den släpptes på Netflix den 1 november samma år.

## Handling
Hal har distanserat sig från sin titel som prins av Wales, och spenderar istället dagarna på att dricka och roa sig tillsammans med Falstaff. Efter sin fars död kröns han ändå till kung, och ska nu styra England i kriget mot Frankrike.

## Rollista (i urval)
- Timothée Chalamet – Kung Henry "Hal" V
- Ben Mendelsohn – Kung Henry IV
- Joel Edgerton – John Falstaff
- Robert Pattinson – The Dauphin
- Sean Harris – William Gascoigne
- Dean-Charles Chapman – Thomas
- Thomasin McKenzie – Drottning Filippa av Danmark
- Tom Glynn-Carney – Henry "Hotspur" Percy
- Lily-Rose Depp – Catherine

## Priser och nomineringar (i urval)
2019 fick filmen 12 nomineringar i AACTA awards (Australian Academy of Cinema and Television Arts), bland annat för bästa film, bästa regi, bästa manliga skådespelare och bästa manliga biroll. Filmen vann 4 av de 12 nomineringarna.